# Tour de Francia 2016
La 103.ª edición del Tour de Francia se disputó entre el 2 y el 24 de julio de 2016, constando de 21 etapas entre Monte Saint-Michel y París a lo largo de 3529 km. El recorrido consistió en nueve etapas de alta montaña (seis de ellas con final en alto), dos de media montaña, ocho etapas llanas y dos contrarreloj individuales, una de ellas en montaña (cronoescalada). Al contrario que en las ediciones 2014 y 2015, el pavés no estuvo presente este año, sin embargo se mantuvieron las bonificaciones en todas las etapas en línea. La carrera formó parte del UCI WorldTour 2016, siendo esta la 19.ª competición del calendario de máxima categoría mundial.
El vencedor final fue Chris Froome, quien conquistó su tercer título tras los triunfos en 2013 y 2015. En las clasificaciones secundarias, Rafał Majka logró su segundo maillot de la montaña, Peter Sagan su quinto maillot verde consecutivo y Adam Yates se llevó el maillot blanco de mejor joven.

## Recorrido

### Presentación y adelanto de etapas
Antes de la presentación del recorrido oficial se anunció que el comienzo iba a ser en el departamento de La Mancha, donde el Tour de Francia iba a pasar tres días. La competición ya había pasado 23 veces por este departamento, pero nunca en un comienzo de la carrera.
La primera etapa, a partir del Monte Saint-Michel (donde la ronda ya había pasado en 1990 y 2013). La segunda etapa termina en un duro final en Cherburgo.
El 15 de enero de 2015, Francesc Camp, junto con Christian Prudhomme, anunció la llegada y la salida de dos etapas en el país de Andorra.
La ruta completa fue anunciada por ASO el 20 de octubre de 2015.

### Primera semana

#### La Mancha
El Tour comenzó, como ya estaba anunciado desde hacía tiempo, en el Departamento de la Mancha, con 3 etapas totalmente llanas, aunque en la 2.ª etapa esté el primer final en alto de 3.ª categoría. El recorrido continuará adentrándose en el interior del país, llegando hasta el Macizo Central Francés, donde en la 5.ª etapa habrá tres puertos de 3.ª categoría y dos de 2.ª categoría. Esta vez no habrá pavés, como ocurrió en las anteriores ediciones (2014 y 2015).

#### Tríptico Pirenaico
Tras pasar la primera dificultad más o menos montañosa, el Tour da un giro y se encamina a los Pirineos, donde en su primera etapa de acercamiento (7.ª etapa) se asciende el Col d'Aspin (de 1.ª categoría), bajando este y terminando en Lac de Payolle. Normalmente el Tour no suele llegar a la alta montaña tan pronto. Para no faltar a la tradición, el Tour rinde homenaje a los Pirineos con la típica etapa de Pau a Bagnères de Luchon, ascendiendo el Col du Tourmalet (HC), l'Hourquette d'Ancizan (2.ª categoría), el Col de Val Louron-Azet (1.ª categoría) y el Col de Peyresourde (1.ª categoría) para descender y terminar en Bagnères de Luchon. La 9.ª y última etapa de la primera semana se desarrolla en territorio extranjero. La etapa comienza en Viella, España, y tras tres puertos de 1.ª categoría y uno de 2.ª categoría, se asciende, ya en Andorra, el duro puerto de Ordino-Arcalís.

### Segunda semana

#### Salida de los Pirineos y Mont Ventoux
Nada más empezar la segunda semana, el Tour sube su puerto más alto, el Port d'Envalira (de 2408 m de altitud), catalogado de 1.ª categoría porque es al principio de la etapa. Luego, esta no presenta apenas ninguna dificultad. Alejándose de los Pirineos, el Tour llega a Montpellier en una clásica etapa llana, antes del Día Nacional Francés, el 14 de julio, donde el pelotón tenía que ascender el monstruoso y temído Mont Ventoux y sus 15,7 km al 8,8 %.

##### Cambio de recorrido del Mont Ventoux
En la 12.ª etapa del Tour, que marchaba de Montpellier a Mont Ventoux, fueron recortados los últimos 6 km de etapa y de puerto, debido a las fuertes ráfagas de viento de hasta 100 km/h, obligando a acabar la etapa en el Chalet Reynard, justo donde comienza el "paisaje lunar" del puerto y donde comienza la zona más peligrosa del fuerte viento. Los números del Mont Ventoux pasaron de 15,7 km al 8,8 % a 9,6 km al 9,3 %, pero se mantuvo la máxima categoría que corresponde al puerto entero y los puntos que otorga para la clasificación de la montaña.

#### Contrarreloj y entrada a los Alpes
La 13.ª etapa fue una contrarreloj individual de 37 km, con un recorrido irregular pero sin montaña. Tras una etapa llana de transición, el Tour llega a los pies de los Alpes, con una etapa de cinco estrellas de dificultad: dos puertos de 3.ª categoría, uno de 2.ª categoría, dos de 1.ª categoría y el plato principal de Categoría Especial (HC), el Grand Colombier. Para finalizar tranquilo la semana, el Tour llega a Berna, Suiza, donde los ciclistas tendrán su 2.º y último día de descanso.

### Tercerasemana

#### Dos días en Suiza y Finhaut-Emosson
Al contrario que en otras ocasiones,  este año los Alpes son los del norte, alrededor del pico más alto de Europa, el Mont Blanc. Ya la primera etapa después del día de descanso es de alta montaña, con dos puertos finales de Categoría Especial: el Col de la Forclaz y, seguido, el Finhaut-Emosson, como final en alto.

#### Alrededor del Mont Blanc y final en París
Tras una fuerte etapa de montaña, los ciclistas tienen que completar una difícil cronoescalada, con fina bajada final hacía Megève, siendo esta etapa una de las claves para el resultado final. La antepenúltima etapa también transita la montaña, está vez subiendo dos primeras categorías, una segunda y un Categoría Especial, el Montée de Bisanne, con sus 12,4 km y su 8,2 % medio. También el final de etapa será en alto, está vez con uno de los puertos de 1.ª categoría, el Saint-Gervais le Bettex, 9,8 km al 8 % medio. Ya para finalizar la estancia en los Alpes y terminar la montaña, los ciclistas deben afrontar una etapa corta pero muy exigente: 146 km y un puerto de 2.ª categoría, uno de 1.ª categoría y dos de Categoría Especial, el último de estos el Col de Joux Plane, que tras ascender sus 11,6 km al 8,5 %, se desciende rápidamente a Morzine. Para finalizar el Tour, con todas las clasificaciones seguramente cerradas, los ciclistas terminarán la última etapa por las calles de París y su tradicional circuito en los Campos Elíseos.

## Participantes

### Equipos
Tomarán parte en la carrera 22 equipos: los 18 UCI ProTeam (al ser obligada su participación); más cuatro equipos Profesionales Continentales invitados por la organización (Bora-Argon 18, Cofidis, Solutions Crédits, Direct Énergie y Fortuneo-Vital Concept). Formando así un pelotón de 198 ciclistas de nueve corredores cada equipo. Los equipos participantes serán:
| WorldTeams (18)- AG2R La Mondiale - Astana - BMC Racing Team - Cannondale-Drapac - Dimension Data - Etixx-Quick Step - FDJ - Giant-Alpecin - IAM Cycling - Katusha - Lampre-Merida - Lotto-Soudal - Lotto NL-Jumbo - Movistar Team - Orica-BikeExchange - Sky - Tinkoff - Trek-Segafredo Equipos continentales profesionales (4)- Bora-Argon 18 - Cofidis, Solutions Crédits - Direct Énergie - Fortuneo-Vital Concept |
| |

Como curiosidad, el Tour 2016 fue la primera carrera en la que el equipo hasta entonces llamado Orica GreenEDGE corrió con su nueva denominación de Orica-BikeExchange.

### Favoritos
El principal candidato al triunfo final era el bicampeón del Tour en 2013 y 2015 Chris Froome (Sky), quien finalmente confirmó los pronósticos con ayuda de su potente equipo. Su principal rival debería ser el colombiano Nairo Quintana (Movistar), que había preparado a conciencia la carrera pero que finalmente no pudo pasar del tercer puesto. Alberto Contador (Tinkoff) también era uno de los más firmes candidatos a la victoria, pero varias caídas en la primera semana junto a un golpe de fiebre terminaron por obligarle a abandonar la carrera.
Un escalón por debajo de estos tres ciclistas se encontraba teóricamente gente como Fabio Aru (Astana), Romain Bardet (Ag2r), Richie Porte (BMC), Joaquim Rodríguez (Katusha) o Thibaut Pinot (FDJ), entre otros.

## Reglamento

### Coeficientes para el fuera de control
La organización de la carrera estableció un baremo de coeficientes de dificultad en las etapas para establecer el tiempo límite de llegada. Su superación conlleva a la descalificación. Se establecieron seis coeficientes: el 1 es para las etapas llanas con pocas o ninguna dificultad. El coeficiente 2 es para etapas de recorrido accidentado, el 3 para etapas cortas de recorrido accidentado, el 4 a etapas de gran dificultad, el 5 para etapas de gran dificultad pero con recorridos cortos y el 6 para la contrarreloj individual y la de equipo. Dependiendo del coeficiente de la etapa, los ciclistas se les adjudica un porcentual para llegar a meta de acuerdo a la velocidad media del ganador de la etapa.
- Coeficiente 1 (etapa sin dificultad): 2.ª, 5.ª, 6.ª, 7.ª, 15.ª, 21.ª. Los ciclistas tienen entre un 3 y un 11 % más de tiempo para llegar que el ganador.
- Coeficiente 2 (etapas de recorrido accidentado): 3.ª, 4.ª, 8.ª, 13.ª, 14.ª, 16.ª. Los ciclistas tienen entre un 6 y un 18 % más de tiempo para llegar que el ganador.
- Coeficiente 3 (etapas cortas de recorrido accidentado): 10.ª. Los ciclistas tienen entre un 10 y un 22 % más de tiempo para llegar que el ganador.
- Coeficiente 4 (etapas de gran dificultad): 11.ª, 12.ª, 17.ª, 18.ª. Los ciclistas tienen entre un 7 y un 18 % más de tiempo para llegar que el ganador.
- Coeficiente 5 (etapas cortas de gran dificultad): 19.ª, 20.ª. Los ciclistas tienen entre un 11 y un 22 % más de tiempo para llegar que el ganador.
- Coeficiente 6 (etapas contrarreloj): 1.ª, 9.ª. Los ciclistas tienen un 30 % más de tiempo para llegar que el ganador.

### Clasificación por puntos
En cada etapa, excepto la contrarreloj por equipos, se otorgan puntos para la clasificación por el maillot verde. Según el coeficiente de las etapas son asignados los siguientes puntos al orden de llegada de cada una.
- Etapas de coeficiente 1: A los 15 primeros en llegar (50-30-20-18-16-14-12-10-8-7-6-5-4-3-2)
- Etapas de coeficiente 2 y 3: A los 15 primeros en llegar (30-25-22-19-17-15-13-11-9-7-6-5-4-3-2)
- Etapas de coeficiente 4 y 5: A los 15 primeros en llegar (20-17-15-13-11-10-9-8-7-6-5-4-3-2-1)
- Etapa contrarreloj individual: A los 15 primeros (20-17-15-13-11-10-9-8-7-6-5-4-3-2-1)
- Sprints intermedios: A los 15 primeros en pasar (20-17-15-13-11-10-9-8-7-6-5-4-3-2-1) y habrá uno por cada etapa

### Clasificación de la montaña
Para la clasificación de la montaña (maillot de puntos rojos), se asignan puntos a los primeros corredores en coronar los puertos puntuables. Los ascensos están divididos en 5 categorías que van desde los más difíciles (la Categoría Especial o HC) hasta la 4.ª categoría. Según la categoría la distribución de puntos es la siguiente.
- Categoría HC: 25-20-16-14-12-10-8-6-4-2 respectivamente del 1.º al 10.º
- 1.ª categoría: 10-8-6-4-2-1 respectivamente del 1.º al 6.º
- 2.ª categoría: 5-3-2-1 respectivamente del 1.º al 4.º
- 3.ª categoría: 2-1 a los 2 primeros ciclistas
- 4.ª categoría: 1 punto al primer ciclista.
- Nota: En las llegadas en alto de las etapas 9,12,17 y 19, se da el doble del puntaje establecido.

### Otras clasificaciones
- Mejor Joven: la clasificación del mejor joven estará reservada para los corredores nacidos después del 1 de enero de 1991. El líder de esta clasificación portará el maillot blanco.
- Por equipos: para la clasificación por equipos se sumará los 3 mejores tiempos individuales de cada equipo por etapa. El equipo líder tendrá sus dorsales con fondo amarillo.
- Premio de la combatividad: en cada etapa fue designado por un jurado presidido por el director de la carrera, el corredor más combativo. En la etapa siguiente deberá portar el dorsal con fondo rojo.

### Bonificaciones
Tras siete ediciones fueron nuevamente incorporadas las bonificaciones en tiempo. Las mismas se descontarán de la clasificación individual (y la de mejor joven) a los corredores que las obtengan y se otorgarán en todas las etapas excepto en la contrarreloj individual y por equipos. Las bonificaciones fueron de 10, 6 y 4 segundos del primero al tercero en cada etapa.

## Etapas
El Tour de Francia dispuso de veintiún etapas distribuidas así: 9 etapas llanas, 1 etapa de media montaña, 9 etapas de montaña con 4 llegadas en alto (Andorra Arcalis, Mont Ventoux, Finhaut-Emosson y Saint-Gervais Mont Blanc), 2 etapas de contrarreloj individual y 2 jornadas de descanso para un recorrido total de 3535 kilómetros.
| Etapa      | Fecha     | Recorrido                                       | type                    | Distancia (km) | Ganador           | Líder             |
| ---------- | --------- | ----------------------------------------------- | ----------------------- | -------------- | ----------------- | ----------------- |
| 1.ª etapa  | 2 de jul  | Monte Saint-Michel – Playa de Utah              | etapa llana             | 188            | Mark Cavendish    | Mark Cavendish    |
| 2.ª etapa  | 3 de jul  | Saint-Lô – Cherbourg-en-Cotentin                | etapa escarpada         | 183            | Peter Sagan       | Peter Sagan       |
| 3.ª etapa  | 4 de jul  | Granville – Angers                              | etapa llana             | 223,5          | Mark Cavendish    | Peter Sagan       |
| 4.ª etapa  | 5 de jul  | Saumur – Limoges                                | etapa llana             | 237,5          | Marcel Kittel     | Peter Sagan       |
| 5.ª etapa  | 6 de jul  | Limoges – Le Lioran                             | etapa de media montaña  | 216            | Greg Van Avermaet | Greg Van Avermaet |
| 6.ª etapa  | 7 de jul  | Arpajon-sur-Cère – Montauban                    | etapa llana             | 190,5          | Mark Cavendish    | Greg Van Avermaet |
| 7.ª etapa  | 8 de jul  | L'Isle-Jourdain – Lac de Payolle                | etapa de montaña        | 162,5          | Stephen Cummings  | Greg Van Avermaet |
| 8.ª etapa  | 9 de jul  | Pau – Bagnères-de-Luchon                        | etapa de montaña        | 184            | Chris Froome      | Chris Froome      |
| 9.ª etapa  | 10 de jul | Viella y Medio Arán – Ordino-Arcalís            | etapa de montaña        | 184,5          | Tom Dumoulin      | Chris Froome      |
| 10.ª etapa | 12 de jul | Escaldes-Engordany – Revel                      | etapa de media montaña  | 197            | Michael Matthews  | Chris Froome      |
| 11.ª etapa | 13 de jul | Carcasona – Montpellier                         | etapa llana             | 162,5          | Peter Sagan       | Chris Froome      |
| 12.ª etapa | 14 de jul | Montpellier – Chalet Reynard                    | etapa de montaña        | 178            | Thomas de Gendt   | Chris Froome      |
| 13.ª etapa | 15 de jul | Bourg-Saint-Andéol – Grotte Chauvet 2 - Ardèche | contrarreloj individual | 37,5           | Tom Dumoulin      | Chris Froome      |
| 14.ª etapa | 16 de jul | Montélimar – Villars-les-Dombes                 | etapa llana             | 208,5          | Mark Cavendish    | Chris Froome      |
| 15.ª etapa | 17 de jul | Bourg-en-Bresse – Culoz                         | etapa de montaña        | 160            | Jarlinson Pantano | Chris Froome      |
| 16.ª etapa | 18 de jul | Moirans-en-Montagne – Berna                     | etapa escarpada         | 209            | Peter Sagan       | Chris Froome      |
| 17.ª etapa | 20 de jul | Berna – Finhaut                                 | etapa de montaña        | 184,5          | Ilnur Zakarin     | Chris Froome      |
| 18.ª etapa | 21 de jul | Sallanches – Megève                             | contrarreloj individual | 17             | Chris Froome      | Chris Froome      |
| 19.ª etapa | 22 de jul | Albertville – Saint-Gervais-les-Bains           | etapa de montaña        | 146            | Romain Bardet     | Chris Froome      |
| 20.ª etapa | 23 de jul | Megève – Morzine                                | etapa de montaña        | 146,5          | Ion Izagirre      | Chris Froome      |
| 21.ª etapa | 24 de jul | Chantilly – París                               | etapa llana             | 113            | André Greipel     | Chris Froome      |

## Desarrollo general

### Primeras 4 etapas: Doble caída de Contador y renacer de Cavendish
El gran acontecimiento del año, el Tour de Francia comenzaba en el Departamento de la Mancha, donde el viento y los abanicos a priori, serían esenciales y protagonistas de las primeras etapas. La 1.ª etapa fue completamente llana, con dos cotas de 4.ª categoría. Aunque no hubo abanicos ni mucha expectación, esta se creó con la caída de uno de los máximos favoritos, Alberto Contador. Aunque no había lesiones ni fracturas reseñables, Contador tenía su lado derecho, desde el tobillo al hombro, dolorido y con numerosos raspones. La etapa se finalizó con el típico esprint masivo, donde Mark Cavendish, frente a todas las apuestas, derrotó a Marcel Kittel y a Peter Sagan, que comenzó con fuerza el sprint.
La 2.ª etapa, a priori también tranquila, tenía una trampa final, con una ascensión de 1,9 km al 6,5 % (Côte de la Glacerie) y terminando la etapa con 1 km al 6%. Durante esta, Contador se cayó de nuevo, aunque esta caída no fue de tanta magnitud, como había sido la primera. Aun así, estas dos caídas le mermaron física y mentalmente, por lo que al final de la etapa perdió 48 segundos con sus máximos rivales, entre ellos Chris Froome y Nairo Quintana. La etapa también mantuvo un punto de emoción hasta el final, pues el último miembro de la escapada, Jasper Stuyven, fue neutralizado a 500 m de meta, donde al final de esta se impuso con autoridad y poderío, el campeón del mundo Peter Sagan, que además se enfundó su primer amarillo, al igual que Cavendish en la anterior jornada.
La 3.ª etapa y la 4.ª etapa parecían tranquilas, y así fue. Las dos se resolvieron al sprint, donde el primer sprint de todos lo ganó Mark Cavendish, igualando el número de victorias en el Tour del histórico y mítico, Bernard Hinault. El sprint de la 4.ª etapa tenía trampa final, con 500 m aproximadamente al 5%, donde ganó, en un sprint apretadísimo, Marcel Kittel frente a Bryan Coquard

### Entrada en el Macizo Central: Contador pierde más tiempo y exhibición de Van Avermaet
La 5.ª etapa comenzaba como un test para los grandes favoritos a la clasificación general del Tour. La etapa no contenía grandes puertos, pero acumulaba más de 4000 metros de desnivel. Durante la etapa, los hombres de la escapada lucharon por la etapa, donde Greg Van Avermaet hizo una auténtica exhibición y dio un enorme espectáculo, derrotando a grandes ciclistas como Thomas de Gendt o Rafał Majka. Además de ganar la etapa, se enfundó el maillot amarillo, con 5 minutos de diferencia con los favoritos. Por otra parte, estos últimos no hicieron ataques ni sufrieron, excepto Alberto Contador, que dolorido y maltrecho por sus caídas perdió 33 segundos con los máximos favoritos, aumentando su pérdida en 1 minuto y 21 segundos.
La 6.ª etapa tan solo era de transición, saliendo del Macizo Central y acercándose a los Pirineos, donde Mark Cavendish ganó con autoridad por delante de Marcel Kittel, aumentando su leyenda con 29 victorias de etapa en el Tour de Francia.

### Tríptico pirenaico: Golpe de autoridad de Froome y abandono de Contador
Ya en la 7.ª etapa, el pelotón llegaba a los pies de los Pirineos, completando una etapa llana, excepto el final, donde los ciclistas subieron el Col d'Aspin de 1.ª categoría y descendieron hasta el Lago de Payolle. Los favoritos no perdieron tiempo y solamente hubo espectáculo por parte de Stephen Cummings que derrotó a un campeón como Vincenzo Nibali y ganó su 2.ª etapa del Tour de Francia. También, Thibaut Pinot perdió prácticamente todas sus opciones en la general, al dejarse 3 minutos respecto a los favoritos. Como curiosidad, el cartel desplegado del último kilómetro se cayó sobre el grupo de los favoritos, afectando en especial a Adam Yates, quien sufrió una pequeña herida en la cara. Algunos favoritos sufrieron cortes de tiempo debido a este infortunio, pero la organización les dio el mismo tiempo a todos.
La 8.ª etapa ya sería un auténtico test para los favoritos, con posibilidades de importantes ataques. La etapa contenía 4 puertos de entidad de los Pirineos, tales como el Col du Tourmalet (HC), la Hourquette d'Ancizan (2.ª), el Col de Val Louron-Azet (1.ª) y el Col de Peyresourde (1.ª). Durante la etapa, Rafał Majka y Thibaut Pinot lucharon por los puntos de la montaña, siendo el primero de los dos, el que se enfundó dicho maillot. En el grupo de los favoritos, Contador cedió más tiempo debido a los ataques de Chris Froome y Nairo Quintana, siendo el primero el vencedor de la etapa en Bagnères de Luchón gracias a un ataque en la bajada del Peyresourde y a su peculiar y efectiva forma de descender. La otra cara de la carrera fue Contador, que se alejó a 3 minutos y 12 segundos de Chris Froome.
La 9.ª etapa se caracterizaba como la 'etapa reina de los Pirineos', gracias a sus 3 puertos de 1.ª categoría, a su puerto de 2.ª categoría y a su final en alto de Categoría Especial, el Ordino-Arcalís. Tras formarse una escapada donde De Gendt, Pinot y Majka luchaban por los puntos de la montaña, Alberto Contador se subía al coche del equipo, confirmando su abandono del Tour, debido a su nula recuperación de las dos caídas en las primeras etapas y de fiebre, principalmente causada por las caídas. Así pues, el Tour perdía a uno de los tres grandes favoritos para la victoria final en París. Tras el abandono de Contador, los ciclistas llegaban al último puerto de la jornada, el Ordino-Arcalís. Bajo la irrepentina y sorprendente tormenta, granizada y fuerte lluvia que caía en el puerto, Tom Dumoulin apareció entre las bolas de granizo para hacerse con la etapa tras una auténtica exhibición de fuerza y de gestionar el tiempo, como contrarrelojista que es. Por detrás, Majka y Rui Costa, que no conseguían darle caza, además de que el polaco tampoco conseguía mantener el maillot de lunares rojos. Por parte de los favoritos, todos esperaban el sonado ataque de Chris Froome, ya vestido de amarillo. Los rivales como Richie Porte y Daniel Martin lograron posponer ese ataque y que fuera de menor intensidad, debido a las energías gastadas del británico para neutralizar los demás ataques. Primero Froome y luego Quintana, que atacaron con fuerza, pero no lograron dejar a Martin, a Porte o al jovencísimo Yates. Al final, nadie atacó más y el Tour cerraba la primera semana con la general muy apretada.

### Salida de los Pirineos y Mont Ventoux: Viento, abanicos y espectáculo de Sagan
Después de la 9.ª etapa, la última de la primera semana, los ciclistas descansaron en Andorra. Tras una primera semana totalmente loca y de gran esfuerzo, el pelotón salía de los Pirineos hacía los Alpes, con el Mont Ventoux como principal obstáculo. La 10.ª etapa, comenzaba en Las Escaldas-Engordany y terminaba en Revel tras el Port d'Envarila, el puerto más alto del Tour, y una etapa llana, en la que la escapada llegó a meta, después de una batalla interna en esta, donde el campeón del mundo Peter Sagan destrozó la escapada con intención de ganar, aunque Michael Matthews fue más rápido que él al final.
La 11.ª sería la típica etapa de aproximación al Mont Ventoux, donde el viento y los abanicos serían principales protagonistas de la etapa. Pese al comienzo relativamente tranquilo con una escapada de dos ciclistas, la etapa tomó un giro completo, aprovechando los equipos el fuerte viento para crear abanicos, dejando el pelotón muy reducido y aumentando los nervios dentro del pelotón. Finalmente en los últimos 10 km, Peter Sagan atacó y se fue junto a su compañero Maciej Bodnar en busca de la victoria. Junto a ellos también se marcharon el maillot amarillo Chris Froome y su compañero Geraint Thomas, abriendo un pequeño hueco de hasta 30 segundos como diferencia máxima con el pelotón. Como se preveía, Sagan batió a Froome en el sprint y ganó su 2.ª etapa en el Tour de Francia 2016 y su 6.ª etapa en el Tour de Francia. Froome aprovechó para conseguir 11 segundos más respecto a sus máximos rivales, aumentando su diferencia a 35 segundos con su máximo rival, Nairo Quintana, que se había quedado cortado.

### Mont Ventoux y cambio de recorrido: Locura en el Ventoux y polémica etapa y decisión
La 12.ª etapa comenzaba con un cambio de recorrido de primeras. El fuerte viento y las fuertes ráfagas de viento de hasta 120 km/h obligaron a la organización del Tour a recortar los últimos 6 km de puerto del Mont Ventoux, acabando en la zona del Chalet Reynard, donde empezaba el "paisaje lunar", la zona peligrosa. Así pues el puerto cambiaba de 15,7 km al 8,8% a 9,6 km al 9,3%.
Ya desde el comienzo de la etapa, el viento y los abanicos rompieron la carrera, organizando una numerosa escapada con casi 20 minutos de máxima diferencia, dejando al pelotón muy reducido y creando un grupo terciario, formado por Sagan, Pinot, Majka...entre otros. Por delante en la escapada, Dani Navarro, Serge Pauwels y Thomas De Gendt luchaban por la victoria de etapa y dejar marcado su nombre en la lista de ganadores en el Mont Ventoux, pese al recorte de kilómetros. Finalmente, pese a quedarse el primero, De Gendt, dejó primero a Navarro y después a Pauwels para ganar la etapa y colocarse como líder de la montaña. Por detrás, en el pelotón fue el Sky el que equipo que dominó la ascensión, neutralizando los ataques de Valverde, de Pantano, de Rolland y el doble ataque de Nairo Quintana. Tan solo un rato después de los ataques de Quintana, fue Froome el que realizó su doble ataque, llevándose consigo a Porte y al mismo Quintana, aunque este último reventó, perdiendo distancia y tiempo respecto al británico y al australiano. Estos parecían entenderse, cuando Bauke Mollema, líder del Trek-Segafredo llegó hasta ellos, saltando del pelotón donde Valverde tiraba de un Quintana que sufría. Fue entonces cuando se produjo el momento de la jornada y posiblemente el momento del Tour de Francia. Cuando el trío de Mollema, Froome y Porte marchaban por delante del grupo de Quintana, Valverde, Bardet, fue el australiano del BMC el que chocó con una de las motos, provocando una reacción en cadena, cayéndose Froome y después Mollema. Este último cogió su bici y se marchó hacia delante. Por otra parte Porte solucionó sus problemas y cogió de nuevo su marcha, pero fue el maillot amarillo, Chris Froome, el que rompió su bicicleta, creando la imagen del día, siendo el mismo Froome el que corría cuesta arriba sin bicicleta desesperado, buscando el coche de equipo o una bicicleta para llegar a meta. Cuando a Froome le dieron una bicicleta neutra no adecuada a sus calas, sus rivales le habían sacado más de 1 minuto, perdiendo toda la ventaja; poco después llegó el coche de su equipo por lo que cambió la bici neutra por una suya. Tras toda la desorganización y pese a la poca información y las pocas imágenes, los comisarios y el director de carrera dieron por terminada la etapa a los corredores que llegaron entre el 10.º y 25.º en el momento del incidente dando el mismo tiempo a Froome y a Porte que a Mollema; y dando el mismo tiempo a Valverde, Quintana -quien subió unos metros agarrado a una moto- y Van Garderen que a Yates a pesar de llegar a meta segundos después que el británico, por lo que Froome retuvo el maillot amarillo y consiguiendo un poco de ventaja respecto a ese grupo perseguidor. Por tanto, Adam Yates no consiguió equiparse el maillot amarillo, en una decisión muy polémica, si bien ya se tomó una decisión similar cuando una pancarta cayó encima de Yates en la 7.ª etapa y al corredor le otorgaron la ventaja que tenía en ese momento.

### Contrarreloj, montaña y camino a los Alpes: Supremacía del Sky y de Froome
Tras la loca, polémica y fantástica etapa del Mont Ventoux, los ciclistas tenían que realizar una contrarreloj individual de 37,5 km, donde se esperaba que el líder Chris Froome sacará más diferencia respecto a sus principales rivales. Efectivamente, y acorde con las predicciones, Froome sacó 50 segundos al 2.º clasificado en el Tour, Bauke Mollema, 1'58 al 3.º clasificado, Adam Yates y 2'05 al 4.º clasificado, Nairo Quintana, dejándolos a 1'47, 2'45 y 2'59 minutos, respectivamente, logrando así una gran diferencia que administrar, respecto a la llegada de los Alpes. Pese a la gran contrarreloj del británico, fue Tom Dumoulin el que ganó, repitiendo victoria en el Tour 2016, y demostrando un gran nivel de forma.
Como era de esperar, la 14.ª etapa sería de transición gracias a su altimetría llana y se decidió al sprint, donde Mark Cavendish consiguió su 4.ª victoria de etapa en el Tour 2016, por delante del noruego Alexander Kristoff y del campeón del mundo Peter Sagan.
La 15.ª etapa sería camino a los Alpes, divisándolos lejanamente. Pese a ello, esta etapa no sería de transición, sino todo lo contrario. El pelotón tendría que superar dos puertos de 3.ª categoría, un puerto de 2.ª categoría, dos puertos de 1.ª categoría y un puerto de categoría especial (HC), el Grand Colombier, en una etapa corta de 159 km, siendo un continuo sube y baja. La etapa transcurrió con mucha velocidad, sobre todo al principio, debido a que la escapada tardó en formarse muchos kilómetros, siendo Rafał Majka e Ilnur Zakarin, los artífices de la escapada del día, llevándose consigo a 24 corredores más. Fue el propio Majka el que se enfundó el maillot de mejor escalador, el maillot de la montaña, gracias a coronar primero el Col de Berthiand, coronando segundo en el Col du Sappel, en el Col de Pisseloup, en el Col de la Rochette y coronado primero otra vez el Grand Colombier de HC y los Lacets du Grand Colombier de 1.ª categoría, sacando 37 puntos a Thomas De Gendt, el segundo clasificado en la general de la montaña. Fue también el mismo Majka, el que luchó por la victoria de etapa con Jarlinson Pantano, que fue el segundo de estos el que cruzó primero la línea de meta, gracias a recuperar 30 segundos en la bajada, ayudado por un susto de Majka. Por delante, en el pelotón fue el Astana el que rompió la carrera, atacando su jefe de filas Fabio Aru, sin resultado alguno gracias a la actuación de los gregarios de Froome. Más tarde, atacaron Alejandro Valverde y Romain Bardet, que fueron neutralizados por el grupo del maillot amarillo, gracias a los corredores del Sky. Así pues, ninguno de los favoritos pudo atacar más, debido al ritmo de Wout Poels, gregario de Froome, pero se quedaron con sensaciones malas, ya que al menos dos gregarios de Froome habían aguantado con él, imposibilitando los ataques y sus posteriores diferencias de tiempo.
La 16.ª etapa sería como la 14.ª, de transición, casi en su totalidad, llana, exceptuando una cota de 4.ª categoría y los últimos 3 km, que picarían para arriba, final perfecto para sprinters como Peter Sagan. Tras una etapa animada e impresionante, donde los dos ciclistas del Etixx-Quick Step, Tony Martin y Julián Alaphilippe protagonizaron la escapada del día, siendo ellos dos los únicos escapados, el pelotón los neutralizó rápidamente, sabiendo la potencia de Martin en el llano. Así pues, tras neutralizar al alemán y al francés, fue el portugués Rui Costa el que atacó y le echó un pulso al pelotón. Debido a la velocidad por neutralizar a todo ciclista que se moviera del pelotón, este se cortó en varias partes, aunque sin cortarse ninguno de los favoritos a la victoria final en París. Finalmente, la etapa se decidió al sprint en un grupo de 33 ciclistas, donde el campeón del mundo Peter Sagan ganó su 3.ª victoria de etapa en el Tour 2016 frente a Alexander Kristoff, en un final apretadísimo, donde se decidió que Sagan había ganado por tan solo unos centímetros.

### Llegada a Suiza, final alpino y paseo en París: Remontadas, caídas y dominación de Froome
Tras el día de descanso, el pelotón se encontraba en Suiza para afrontar su 17.ª etapa, que iría desde Berna hasta el final en alto de Categoría Especial (HC) Finhaut-Emosson. En el perfil de la etapa destacaban los últimos 30 km, donde dos duros puertos destacaban: el Col de la Forclaz de 1.ª categoría y el Finhaut-Emosson de Categoría Especial, con características parecidas al Alpe d'Huez. La etapa transcurrió con aparente normalidad, hasta esos llamados últimos 30 km, donde las hostilidades comenzaron, aunque solamente en la escapada. Majka, Pantano y Zakarin lucharon por dejar atrás al grupo de la escapada e ir hacía la victoria de etapa, además de los puntos de la montaña, por parte de Majka. En la última subida, Zakarin supo reventar y dejar a Majka y a Pantano, aunque a este segundo le costó más. El colombiano, ganador de una etapa en el Tour 2016, aguantó sus duros y brutales cambios de ritmo, pero finalmente cedió debido al ritmo del ruso, que ganó la etapa con absoluta dominación. Por detrás en el pelotón también comenzaron las hostilidades, donde el primero que atacó fue Richie Porte, que tenía mucho que ganar y poco que perder. Por detrás, Wout Poels supo llevar a su líder Froome hasta que Nairo Quintana atacó, ataque que fue seguido por Froome y Poels. El británico, con fuerza y piernas, le devolvió el ataque a Quintana por doble, siendo en el segundo ataque en el que dejó al colombiano del Movistar, yéndose hacia delante con Porte. Entraron los dos juntos en meta, siendo por detrás en el grupo de Quintana, ya cortándose, el jovencísimo Adam Yates el que atacó perdiendo tan solo 8 segundos respecto a Froome, todo lo contrario a Quintana que perdió 28 segundos, alejándose mucho en la general.
Ya en la 18.ª etapa, se demostró que solo, Froome era el hombre más fuerte de la carrera. En la cronoescalada de Sallanches a Megève de 17 km, ni un especialista como Dumoulin pudo con Froome, ganando su 2.ª etapa y cerrando prácticamente la general, dejando al 2.º clasificado, Bauke Mollema a 3'52 min.
Con la absoluta dominación de la carrera por parte de Froome y del Sky, el pelotón afrontaba las dos últimas etapas de montaña, tal vez las más duras de este Tour. La 19.ª etapa acogía 2 puertos de 1.ª categoría, uno de ellos en final en alto, 1 puerto de 2.ª categoría y el coloso de la etapa, el Montée de Bisanne de Categoría Especial (HC). Durante la etapa Thomas De Gendt y Rafał Majka lucharon por los puntos de la montaña, pese a tenerlo Majka muy de cara. Pese a ello, el polaco coronó 1.º el Montée de Bisanne, cerrando ahora sí, la clasificación de la montaña, quedando él como "Rey de la Montaña" de este Tour. La escapada, pese a los intentos, no pudo llegar a meta, siendo un ambicioso e inteligente Romain Bardet el que ganó la etapa, consiguiendo a sus vez tiempo y colocándose 2.º en la general, aunque lejos de Froome. El 2.º de la general, hasta ese momento Mollema, se cayó, como muchos otros, en la lluviosa bajada del Montée de Bisanne hacía Saint-Gervais-les-Bains. En esta bajada también se cayó el líder Froome y el italiano Aru, aunque sus caídas no fueron de gran magnitud y pudieron seguir en carrera, aunque el británico perdió algo de tiempo en meta con sus rivales, agarrándose a molestos dolores producidos por su caída. Aun así, su diferencia era tan grande, que tan solo una sorpresa o un milagro le quitarían su tercer Tour de Francia.
La 20.ª etapa, la penúltima del Tour y última de montaña, parecía estar marcada por muchos ciclistas, como una etapa estratégica para intentar avanzar puestos en la general. Aunque parecía, no fue. Tan solo el adaptado jefe de filas del Tinkoff Roman Kreuziger lo intentó, metiéndose junto a Sagan en una fuga. En varios momentos de la carrera, Kreuziger fue 2.º en la general, pero los equipos interesados en que estos no pasara empezaron a tirar, y aunque no neutralizaron la escapada, redujeron drásticamente la diferencia de la fuga. Fue también de la fuga, de donde salió el ganador de la etapa, que fue el español Ion Izagirre dando una alegría a su equipo y dejando la primera victoria española del Tour 2016. Durante el último puerto de la jornada, el duro Col de Joux Plane, Nibali, Pantano, Alaphilippe e Izagirre se marcharon. El último de todos se quedó el primero, aunque supo recomponerse y llegar hasta Nibali, que en ese momento iba primero. En la bajada, Nibali sabiendo que iba a participar en los JJ. OO. no se la jugó en la bajada y Pantano tuvo un susto que le alejó de Izagirre, momento en el que el español aprovechó para abrir un hueco y llegar a Morzine primero. En el grupo de los favoritos nada pasó, ninguno atacó ni se la jugó en la bajada y así pues Froome ganaba virtualmente su 3.er Tour de Francia.
La 21.ª etapa, como de costumbre, llegaba a París, a los Campos Elíseos, permitiendo a todos darse el último paseo y a los sprinters su última oportunidad, que aprovechó Andre Greipel para firmar su primera victoria en este Tour, por delante de un poderoso Sagan. El Tour había finalizado y Froome había conseguido su tercer Tour de Francia, el segundo consecutivo, que dedicó a su equipo, a su mujer y en especial, a su hijo Kellan. Los demás maillots se repartieron de la siguiente manera: Peter Sagan ganó su 5.º maillot verde consecutivo con una diferencia abismal de más de 200 puntos; Rafał Majka consiguió su 2.º maillot de la montaña, dejándose ver en muchísimas escapadas y confirmándose como gran escalador y "Rey de la Montaña" de este Tour; Adam Yates obtuvo su primer maillot blanco de mejor joven, completando un Tour fantástico, logrando la 4.ª posición en la general; el Movistar consiguió su 4.º premio como mejor equipo, que dejó su sabor agridulce en el equipo español; y para finalizar, el premio al más combativo fue para el campeón del mundo Peter Sagan, metiéndose una y otra vez en muchas escapadas, incluso de montaña, ayudando a sus compañeros en los puertos, lugar no idóneo para las características de Sagan.

## Clasificaciones

### Clasificación general
| \| Clasificación general \| Clasificación general \| Clasificación general \| Clasificación general \| Clasificación general \| \| Ciclista \| Ciclista \| Equipo \| Tiempo \| \| \| --------------------- \| --------------------- \| --------------------- \| --------------------- \| --------------------- \| \| 1.º \| Chris Froome \| Team Sky \| 89 h 04 min 48 s \| \| \| 2.º \| Romain Bardet \| AG2R La Mondiale \| + 4 min 05 s \| \| \| 3.º \| Nairo Quintana \| Movistar Team \| + 4 min 21 s \| \| \| 4.º \| Adam Yates \| Orica-BikeExchange \| + 4 min 42 s \| \| \| 5.º \| Richie Porte \| BMC Racing Team \| + 5 min 17 s \| \| \| 6.º \| Alejandro Valverde \| Movistar Team \| + 6 min 16 s \| \| \| 7.º \| Joaquim Rodríguez \| Katusha \| + 6 min 58 s \| \| \| 8.º \| Louis Meintjes \| Lampre-Merida \| + 6 min 58 s \| \| \| 9.º \| Daniel Martin \| Etixx-Quick Step \| + 7 min 04 s \| \| \| 10.º \| Roman Kreuziger \| Tinkoff \| + 7 min 11 s \| \| \| 11.º \| Bauke Mollema \| Trek-Segafredo \| + 13 min 13 s \| \| \| 12.º \| Sergio Luis Henao \| Team Sky \| + 18 min 51 s \| \| \| 13.º \| Fabio Aru \| Astana \| + 19 min 20 s \| \| \| 14.º \| Sébastien Reichenbach \| FDJ \| + 24 min 59 s \| \| \| 15.º \| Geraint Thomas \| Team Sky \| + 28 min 31 s \| \| \| 16.º \| Pierre Rolland \| Cannondale-Drapac \| + 30 min 42 s \| \| \| 17.º \| Mikel Nieve \| Team Sky \| + 38 min 30 s \| \| \| 18.º \| Stef Clement \| IAM Cycling \| + 38 min 57 s \| \| \| 19.º \| Jarlinson Pantano \| IAM Cycling \| + 38 min 59 s \| \| \| 20.º \| Alexis Vuillermoz \| AG2R La Mondiale \| + 42 min 28 s \| \| |                       |                    |                  |
| |                       |                    |                  |
| Fuente: ProCyclingStats |                       |                    |                  |
| Clasificación general |                       |                    |                  |
| Ciclista | Ciclista              | Equipo             | Tiempo           |
| 1.º | Chris Froome          | Team Sky           | 89 h 04 min 48 s |
| 2.º | Romain Bardet         | AG2R La Mondiale   | + 4 min 05 s     |
| 3.º | Nairo Quintana        | Movistar Team      | + 4 min 21 s     |
| 4.º | Adam Yates            | Orica-BikeExchange | + 4 min 42 s     |
| 5.º | Richie Porte          | BMC Racing Team    | + 5 min 17 s     |
| 6.º | Alejandro Valverde    | Movistar Team      | + 6 min 16 s     |
| 7.º | Joaquim Rodríguez     | Katusha            | + 6 min 58 s     |
| 8.º | Louis Meintjes        | Lampre-Merida      | + 6 min 58 s     |
| 9.º | Daniel Martin         | Etixx-Quick Step   | + 7 min 04 s     |
| 10.º | Roman Kreuziger       | Tinkoff            | + 7 min 11 s     |
| 11.º | Bauke Mollema         | Trek-Segafredo     | + 13 min 13 s    |
| 12.º | Sergio Luis Henao     | Team Sky           | + 18 min 51 s    |
| 13.º | Fabio Aru             | Astana             | + 19 min 20 s    |
| 14.º | Sébastien Reichenbach | FDJ                | + 24 min 59 s    |
| 15.º | Geraint Thomas        | Team Sky           | + 28 min 31 s    |
| 16.º | Pierre Rolland        | Cannondale-Drapac  | + 30 min 42 s    |
| 17.º | Mikel Nieve           | Team Sky           | + 38 min 30 s    |
| 18.º | Stef Clement          | IAM Cycling        | + 38 min 57 s    |
| 19.º | Jarlinson Pantano     | IAM Cycling        | + 38 min 59 s    |
| 20.º | Alexis Vuillermoz     | AG2R La Mondiale   | + 42 min 28 s    |

### Clasificación por puntos
| Clasificación por puntos | Clasificación por puntos | Clasificación por puntos | Clasificación por puntos | Clasificación por puntos |
| Ciclista                 | Ciclista                 | Equipo                   | Puntos                   |                          |
| ------------------------ | ------------------------ | ------------------------ | ------------------------ | ------------------------ |
| 1.º                      | Peter Sagan              | Tinkoff                  | 470 pts                  |                          |
| 2.º                      | Marcel Kittel            | Etixx-Quick Step         | 228 pts                  |                          |
| 3.º                      | Michael Matthews         | Orica-BikeExchange       | 199 pts                  |                          |
| 4.º                      | André Greipel            | Lotto-Soudal             | 178 pts                  |                          |
| 5.º                      | Alexander Kristoff       | Katusha                  | 172 pts                  |                          |
| 6.º                      | Bryan Coquard            | Direct Énergie           | 156 pts                  |                          |
| 7.º                      | Thomas de Gendt          | Lotto-Soudal             | 154 pts                  |                          |
| 8.º                      | Greg Van Avermaet        | BMC Racing Team          | 136 pts                  |                          |
| 9.º                      | Chris Froome             | Team Sky                 | 131 pts                  |                          |
| 10.º                     | Rafał Majka              | Tinkoff                  | 120 pts                  |                          |

### Clasificación de la montaña
| Clasificación de la montaña | Clasificación de la montaña | Clasificación de la montaña | Clasificación de la montaña | Clasificación de la montaña |
| Ciclista                    | Ciclista                    | Equipo                      | Puntos                      |                             |
| --------------------------- | --------------------------- | --------------------------- | --------------------------- | --------------------------- |
| 1.º                         | Rafał Majka                 | Tinkoff                     | 209 pts                     |                             |
| 2.º                         | Thomas de Gendt             | Lotto-Soudal                | 130 pts                     |                             |
| 3.º                         | Jarlinson Pantano           | IAM Cycling                 | 121 pts                     |                             |
| 4.º                         | Ilnur Zakarin               | Katusha                     | 84 pts                      |                             |
| 5.º                         | Rui Alberto Costa           | Lampre-Merida               | 76 pts                      |                             |
| 6.º                         | Serge Pauwels               | Dimension Data              | 62 pts                      |                             |
| 7.º                         | Stef Clement                | IAM Cycling                 | 53 pts                      |                             |
| 8.º                         | Vincenzo Nibali             | Astana                      | 36 pts                      |                             |
| 9.º                         | Kristijan Đurasek           | Lampre-Merida               | 36 pts                      |                             |
| 10.º                        | Thomas Voeckler             | Direct Énergie              | 33 pts                      |                             |

### Clasificación de los jóvenes
| Clasificación del mejor joven | Clasificación del mejor joven | Clasificación del mejor joven | Clasificación del mejor joven | Clasificación del mejor joven |
| Ciclista                      | Ciclista                      | Equipo                        | Tiempo                        |                               |
| ----------------------------- | ----------------------------- | ----------------------------- | ----------------------------- | ----------------------------- |
| 1.º                           | Adam Yates                    | Orica-BikeExchange            | 89 h 09 min 30 s              |                               |
| 2.º                           | Louis Meintjes                | Lampre-Merida                 | + 2 min 16 s                  |                               |
| 3.º                           | Emanuel Buchmann              | Bora-Argon 18                 | + 42 min 58 s                 |                               |
| 4.º                           | Warren Barguil                | Giant-Alpecin                 | + 47 min 32 s                 |                               |
| 5.º                           | Wilco Kelderman               | LottoNL-Jumbo                 | + 1 h 19 min 56 s             |                               |
| 6.º                           | Julian Alaphilippe            | Etixx-Quick Step              | + 1 h 55 min 27 s             |                               |
| 7.º                           | Jan Polanc                    | Lampre-Merida                 | + 2 h 13 min 42 s             |                               |
| 8.º                           | Eduardo Sepúlveda             | Fortuneo-Vital Concept        | + 2 h 23 min 45 s             |                               |
| 9.º                           | Alexéi Lutsenko               | Astana                        | + 2 h 37 min 10 s             |                               |
| 10.º                          | Patrick Konrad                | Bora-Argon 18                 | + 2 h 41 min 50 s             |                               |

### Clasificación por equipos
| Clasificación por equipos | Clasificación por equipos | Clasificación por equipos | Clasificación por equipos |
| Equipo                    | Equipo                    | Tiempo                    |                           |
| ------------------------- | ------------------------- | ------------------------- | ------------------------- |
| 1.º                       | Movistar Team             | 267 h 20 min 45 s         |                           |
| 2.º                       | Sky                       | + 8 min 14 s              |                           |
| 3.º                       | BMC Racing Team           | + 48 min 11 s             |                           |
| 4.º                       | AG2R La Mondiale          | + 56 min 50 s             |                           |
| 5.º                       | Astana                    | + 1 h 16 min 58 s         |                           |
| 6.º                       | Tinkoff                   | + 1 h 52 min 23 s         |                           |
| 7.º                       | Trek-Segafredo            | + 2 h 00 min 16 s         |                           |
| 8.º                       | IAM Cycling               | + 2 h 10 min 03 s         |                           |
| 9.º                       | Katusha                   | + 2 h 29 min 13 s         |                           |
| 10.º                      | Lampre-Merida             | + 2 h 35 min 18 s         |                           |

## Evolución de las clasificaciones
| Etapa                   |                         | Ganador _         | Clasificación general | Puntos         | Montaña         | Jóvenes            | Combatividad                   | Equipo             |
| ----------------------- | ----------------------- | ----------------- | --------------------- | -------------- | --------------- | ------------------ | ------------------------------ | ------------------ |
| 1.ª etapa               | etapa llana             | Mark Cavendish    | Mark Cavendish        | Mark Cavendish | Paul Voß        | Edward Theuns      | Anthony Delaplace              | Lotto-Soudal       |
| 2.ª etapa               | etapa escarpada         | Peter Sagan       | Peter Sagan           | Peter Sagan    | Jasper Stuyven  | Julian Alaphilippe | Jasper Stuyven                 | Orica-BikeExchange |
| 3.ª etapa               | etapa llana             | Mark Cavendish    | Peter Sagan           | Mark Cavendish | Jasper Stuyven  | Julian Alaphilippe | Thomas Voeckler                | Orica-BikeExchange |
| 4.ª etapa               | etapa llana             | Marcel Kittel     | Peter Sagan           | Peter Sagan    | Jasper Stuyven  | Julian Alaphilippe | Oliver Naesen                  | Orica-BikeExchange |
| 5.ª etapa               | etapa de media montaña  | Greg Van Avermaet | Greg Van Avermaet     | Peter Sagan    | Thomas de Gendt | Julian Alaphilippe | Thomas de Gendt                | BMC Racing Team    |
| 6.ª etapa               | etapa llana             | Mark Cavendish    | Greg Van Avermaet     | Mark Cavendish | Thomas de Gendt | Julian Alaphilippe | Yukiya Arashiro                | BMC Racing Team    |
| 7.ª etapa               | etapa de montaña        | Stephen Cummings  | Greg Van Avermaet     | Mark Cavendish | Thomas de Gendt | Adam Yates         | Vincenzo Nibali                | BMC Racing Team    |
| 8.ª etapa               | etapa de montaña        | Chris Froome      | Chris Froome          | Mark Cavendish | Rafał Majka     | Adam Yates         | Thibaut Pinot                  | BMC Racing Team    |
| 9.ª etapa               | etapa de montaña        | Tom Dumoulin      | Chris Froome          | Mark Cavendish | Thibaut Pinot   | Adam Yates         | Tom Dumoulin                   | Movistar Team      |
| 10.ª etapa              | etapa de media montaña  | Michael Matthews  | Chris Froome          | Peter Sagan    | Thibaut Pinot   | Adam Yates         | Peter Sagan                    | BMC Racing Team    |
| 11.ª etapa              | etapa llana             | Peter Sagan       | Chris Froome          | Peter Sagan    | Thibaut Pinot   | Adam Yates         | Arthur Vichot                  | BMC Racing Team    |
| 12.ª etapa              | etapa de montaña        | Thomas de Gendt   | Chris Froome          | Peter Sagan    | Thomas de Gendt | Adam Yates         | Thomas de Gendt                | BMC Racing Team    |
| 13.ª etapa              | contrarreloj individual | Tom Dumoulin      | Chris Froome          | Peter Sagan    | Thomas de Gendt | Adam Yates         | no otorgado                    | BMC Racing Team    |
| 14.ª etapa              | etapa llana             | Mark Cavendish    | Chris Froome          | Peter Sagan    | Thomas de Gendt | Adam Yates         | Jérémy Roy                     | BMC Racing Team    |
| 15.ª etapa              | etapa de montaña        | Jarlinson Pantano | Chris Froome          | Peter Sagan    | Rafał Majka     | Adam Yates         | Rafał Majka                    | Movistar Team      |
| 16.ª etapa              | etapa escarpada         | Peter Sagan       | Chris Froome          | Peter Sagan    | Rafał Majka     | Adam Yates         | Julian Alaphilippe Tony Martin | Movistar Team      |
| 17.ª etapa              | etapa de montaña        | Ilnur Zakarin     | Chris Froome          | Peter Sagan    | Rafał Majka     | Adam Yates         | Jarlinson Pantano              | Movistar Team      |
| 18.ª etapa              | contrarreloj individual | Chris Froome      | Chris Froome          | Peter Sagan    | Rafał Majka     | Adam Yates         | no otorgado                    | Movistar Team      |
| 19.ª etapa              | etapa de montaña        | Romain Bardet     | Chris Froome          | Peter Sagan    | Rafał Majka     | Adam Yates         | Rui Alberto Costa              | Movistar Team      |
| 20.ª etapa              | etapa de montaña        | Ion Izagirre      | Chris Froome          | Peter Sagan    | Rafał Majka     | Adam Yates         | Jarlinson Pantano              | Movistar Team      |
| 21.ª etapa              | etapa llana             | André Greipel     | Chris Froome          | Peter Sagan    | Rafał Majka     | Adam Yates         | no otorgado                    | Movistar Team      |
| Clasificaciones finales | Clasificaciones finales |                   | Chris Froome          | Peter Sagan    | Rafał Majka     | Adam Yates         | Peter Sagan                    | Movistar Team      |

## Puertos puntuables
En negrita todos los puertos de HC (Categoría Especial)
| Etapa            | Puertos                                  | Distancia | % Medio | Categoría | 1.er corredor en pasar |
| ---------------- | ---------------------------------------- | --------- | ------- | --------- | ---------------------- |
| 1.ª etapa        | Côte d'Avranches                         | 1,2 km    | 5,7 %   | 4.ª       | Paul Voss              |
| 1.ª etapa        | Col des falaises de Champeaux            | 1,3 km    | 4,8 %   | 4.ª       | Paul Voss              |
| 2.ª etapa        | Côte de Torigny-les-Villes               | 1,4 km    | 5,7 %   | 4.ª       | Vegard Breen           |
| 2.ª etapa        | Côte de Montabot                         | 1,9 km    | 5 %     | 4.ª       | Jasper Stuyven         |
| 2.ª etapa        | Côte de Montpinchon                      | 1,2 km    | 5,9 %   | 4.ª       | Jasper Stuyven         |
| 2.ª etapa        | Côte de la Glacerie (Cherbourg-Octeville | 1,9 km    | 6,5 %   | 3.ª       | Jasper Stuyven         |
| 3.ª etapa        | Côte de Villedieu-les-Poêtes             | 1,5 km    | 4,4 %   | 4.ª       | Armindo Fonseca        |
| 4.ª etapa        | Côte de la Maison Neuve                  | 1,2 km    | 5,6 %   | 4.ª       | Markel Irizar          |
| 5.ª etapa        | Côte de Saint-Lèonard-de-Noblat          | 1,7 km    | 5,2 %   | 4.ª       | Jasper Stuyven         |
| 5.ª etapa        | Côte du Puy Saint-Mary                   | 6,8 km    | 3,9 %   | 3.ª       | Thomas De Gendt        |
| 5.ª etapa        | Col de Neronne                           | 7,1 km    | 3 %     | 3.ª       | Thomas De Gendt        |
| 5.ª etapa        | Pas de Peyrol                            | 5,4 km    | 8,1 %   | 2.ª       | Thomas De Gendt        |
| 5.ª etapa        | Col de Perthus                           | 4,4 km    | 7,9 %   | 2.ª       | Greg Van Avermaet      |
| 5.ª etapa        | Col de Font de Cère (Le Lioran)          | 3,3 km    | 5,8 %   | 3.ª       | Greg Van Avermaet      |
| 6.ª etapa        | Col de Estaques                          | 2 km      | 6 %     | 3.ª       | Jan Bárta              |
| 6.ª etapa        | Côte d'Aubin                             | 1,3 km    | 5,4 %   | 4.ª       | Yukiya Arashiro        |
| 6.ª etapa        | Côte de Saint-Antonin-Noble-Val          | 3,2 km    | 5,1 %   | 3.ª       | Jan Bárta              |
| 7.ª etapa        | Côte de Capvern                          | 7,7 km    | 3,1 %   | 4.ª       | Vincenzo Nibali        |
| 7.ª etapa        | Col d'Aspin                              | 12 km     | 6,5 %   | 1.ª       | Stephen Cummings       |
| 8.ª etapa        | Col du Tourmalet                         | 19 km     | 7,4 %   | HC        | Thibaut Pinot          |
| 8.ª etapa        | Hourquette d'Ancizan                     | 17 km     | 4,2 %   | 2.ª       | Thibaut Pinot          |
| 8.ª etapa        | Col de Val Louron-Azet                   | 10,7 km   | 7,3 %   | 1.ª       | Wout Poels             |
| 8.ª etapa        | Col de Peyresourde                       | 9,5 km    | 6,7 %   | 1.ª       | Chris Froome           |
| 9.ª etapa        | Port de la Bonaigua                      | 23,2 km   | 4,7 %   | 1.ª       | Thibaut Pinot          |
| 9.ª etapa        | Port del Cantó                           | 19,3 km   | 5,4 %   | 1.ª       | Thomas De Gendt        |
| 9.ª etapa        | Côte de la Comella                       | 4,2 km    | 8,2 %   | 2.ª       | Thomas De Gendt        |
| 9.ª etapa        | Col de Beixalis                          | 6,4 km    | 8,5 %   | 1.ª       | Thibaut Pinot          |
| 9.ª etapa        | Ordino-Arcalís                           | 10,1 km   | 7,2 %   | HC        | Tom Dumoulin           |
| 10.ª etapa       | Port d'Envalira                          | 22,6 km   | 5,5 %   | 1.ª       | Rui Costa              |
| 10.ª etapa       | Côte de Saint-Ferrèol                    | 1,8 km    | 6,6 %   | 3.ª       | Peter Sagan            |
| 11.ª etapa       | Côte de Minerve                          | 2,4 km    | 5,4 %   | 4.ª       | Arthur Vichot          |
| 11.ª etapa       | Côte de Villespassans                    | 2,3 km    | 4,5 %   | 4.ª       | Arthur Vichot          |
| 12.ª etapa       | Côte de Gordes                           | 3,3 km    | 4,8 %   | 4.ª       | Thomas De Gendt        |
| 12.ª etapa       | Col de Trois Termes                      | 2,5 km    | 7,5 %   | 3.ª       | Thomas De Gendt        |
| 12.ª etapa       | Mont Ventoux (Chalet Reynard)*           | 9,6 km    | 9,3 %   | HC        | Thomas De Gendt        |
| 13.ª etapa (CRI) | Sin puertos puntuables                   |           |         |           |                        |
| 14.ª etapa       | Côte de Puy-Saint-Martin                 | 3,6 km    | 5,2 %   | 4.ª       | Thomas De Gendt        |
| 14.ª etapa       | Côte du Four-à-Chaux                     | 3,9 km    | 4,2 %   | 4.ª       | Alex Howes             |
| 14.ª etapa       | Côte d'Hauterives                        | 2,1 km    | 5,5 %   | 4.ª       | Cesare Benedetti       |
| 15.ª etapa       | Col du Berthiand                         | 6 km      | 8,1 %   | 1.ª       | Rafał Majka            |
| 15.ª etapa       | Col du Sappel                            | 8,8 km    | 5,6 %   | 2.ª       | Thomas Voeckler        |
| 15.ª etapa       | Col de Pisseloup                         | 4,9 km    | 5,8 %   | 3.ª       | Serge Pauwels          |
| 15.ª etapa       | Col de la Rochette                       | 5,1 km    | 5,4 %   | 3.ª       | Serge Pauwels          |
| 15.ª etapa       | Grand Colombier                          | 12,8 km   | 6,8 %   | HC        | Rafał Majka            |
| 15.ª etapa       | Lacets du Grand Colombier                | 8,4 km    | 7,6 %   | 1.ª       | Rafał Majka            |
| 16.ª etapa       | Côte de Mühleberg                        | 1,2 km    | 4,8 %   | 4.ª       | Tony Martin            |
| 17.ª etapa       | Côte de Saanenmöser                      | 6,6 km    | 4,8 %   | 3.ª       | Rafał Majka            |
| 17.ª etapa       | Col de Mosses                            | 6,4 km    | 4,4 %   | 3.ª       | Rafał Majka            |
| 17.ª etapa       | Col de la Forclaz                        | 13 km     | 7,9 %   | 1.ª       | Rafał Majka            |
| 17.ª etapa       | Finhaut-Emosson                          | 10,4 km   | 8,4 %   | HC        | Ilnur Zakarin          |
| 18.ª etapa (CRI) | Sin puertos puntuables                   |           |         |           |                        |
| 19.ª etapa       | Col de la Forclaz de Montmin             | 10,4 km   | 6,4 %   | 1.ª       | Thomas De Gendt        |
| 19.ª etapa       | Col de la Forclaz de Queige              | 4,7 km    | 7,5 %   | 2.ª       | Thomas De Gendt        |
| 19.ª etapa       | Montée de Bisanne                        | 14,5 km   | 8,4 %   | HC        | Rafał Majka            |
| 19.ª etapa       | Saint-Gervais Mont Blanc                 | 9,8 km    | 8 %     | 1.ª       | Romain Bardet          |
| 20.ª etapa       | Col des Aravis                           | 11,5 km   | 5 %     | 2.ª       | Thomas De Gendt        |
| 20.ª etapa       | Col de la Colombière                     | 11,7 km   | 5,9 %   | 1.ª       | Thomas De Gendt        |
| 20.ª etapa       | Col de la Ramax                          | 13,9 km   | 7,1 %   | 1.ª       | Thomas De Gendt        |
| 20.ª etapa       | Col de Joux Plane                        | 11,6 km   | 8,5 %   | HC        | Jarlinson Pantano      |
| 21.ª etapa       | Côte de l'Ermitage                       | 0,9 km    | 7 %     | 4.ª       | Roman Kreuziger        |

- En la 12.ª etapa de Montpellier a Mont Ventoux fueron recortados los últimos 6 km de etapa, dejando a esta en 178 km y acortando el último puerto de la jornada (Mont Ventoux) pasando de 15,7 km al 8,8 % a 9,6 km al 9,3 %

## Abandonos
Durante la carrera se produjeron los siguientes abandonos:
| Etapa          | Fecha       | Recorrido                                       | km    | Ciclista              | Equipo             | Motivos                                                                                        |
| 8.ª            | 9 de julio  | Pau-Bagnères-de-Luchon                          | 184   | Michael Mørkøv        | Katusha            | Caída en la 1.ª etapa                                                                          |
| 9.ª            | 10 de julio | Viella-Andorra-Arcalís                          | 184,5 | Alberto Contador      | Tinkoff            | Caídas anteriores y fiebre                                                                     |
| 9.ª            | 10 de julio | Viella-Andorra-Arcalís                          | 184,5 | Mark Renshaw          | Dimension Data     | Enfermedad                                                                                     |
| 9.ª            | 10 de julio | Viella-Andorra-Arcalís                          | 184,5 | Matthieu Ladagnous    | FDJ                | Fiebre                                                                                         |
| 9.ª            | 10 de julio | Viella-Andorra-Arcalís                          | 184,5 | Cédric Pineau         | FDJ                | Bronquitis                                                                                     |
| 10.ª           | 12 de julio | Las Escaldas-Engordany-Revel                    | 197   | Sebastian Langeveld   | Cannondale-Drapac  |                                                                                                |
| 12.ª           | 14 de julio | Montpellier-Chalet Reynard                      | 178   | Angelo Tulik          | Direct Énergie     | Caída                                                                                          |
| 12.ª           | 14 de julio | Montpellier-Chalet Reynard                      | 178   | Jurgen Van den Broeck | Katusha            | Fractura de hombro en la etapa anterior                                                        |
| 13.ª           | 15 de julio | Bourg-Saint-Andéol-Pont d'Arc (CRI)             | 37,5  | Thibaut Pinot         | FDJ                | Bronquitis                                                                                     |
| 13.ª           | 15 de julio | Bourg-Saint-Andéol-Pont d'Arc (CRI)             | 37,5  | Simon Gerrans         | Orica-BikeExchange | Caída y fractura de clavícula                                                                  |
| 13.ª           | 15 de julio | Bourg-Saint-Andéol-Pont d'Arc (CRI)             | 37,5  | Edward Theuns         | Trek-Segafredo     | Caída                                                                                          |
| 14.ª           | 16 de julio | Montélimar-Villars-les-Dombes                   | 208,5 | Matti Breschel        | Cannondale-Drapac  | Caída                                                                                          |
| 14.ª           | 16 de julio | Montélimar-Villars-les-Dombes                   | 208,5 | Mathias Frank         | IAM Cycling        | Gastroenteritis                                                                                |
| 15.ª           | 17 de julio | Bourg-en-Bresse-Culoz                           | 160   | Jens Debusschere      | Lotto Soudal       | Caída en la etapa anterior: fisura en escápula y rodilla, clavícula dislocada y mano magullada |
| 15.ª           | 17 de julio | Bourg-en-Bresse-Culoz                           | 160   | Jesús Herrada         | Movistar           | Fiebre y vómitos                                                                               |
| 17.ª           | 20 de julio | Berna-Finhaut-Emosson                           | 184,5 | Mark Cavendish        | Dimension Data     | Proximidad de los Juegos Olímpicos                                                             |
| 17.ª           | 20 de julio | Berna-Finhaut-Emosson                           | 184,5 | Borut Božič           | Cofidis            | Fractura de Clavícula debido a una caída                                                       |
| 17.ª           | 20 de julio | Berna-Finhaut-Emosson                           | 184,5 | Rohan Dennis          | BMC Racing         | Proximidad de los Juegos Olímpicos                                                             |
| 17.ª           | 20 de julio | Berna-Finhaut-Emosson                           | 184,5 | Fabian Cancellara     | Trek-Segafredo     | Proximidad de los Juegos Olímpicos                                                             |
| Gorka Izagirre | Movistar    | Fractura de clavícula debido a una caída        |       |                       |                    |                                                                                                |
| 19.ª           | 22 de julio | Albertville-Saint-Gervais-les-Bains             | 146   | Dani Navarro          | Cofidis            | Caída que le produjo lesión en el hombro                                                       |
| 19.ª           | 22 de julio | Albertville-Saint-Gervais-les-Bains             | 146   | Tom Dumoulin          | Team Giant-Alpecin | Fractura de muñeca debido a una caída                                                          |
| 21.ª           | 24 de julio | Chantilly-París (Avenida de los Campos Elíseos) | 113   | Tony Martin           | Etixx-Quick Step   | Problemas en la rodilla                                                                        |

## UCI World Tour
El Tour de Francia otorga puntos para el UCI WorldTour 2016, para corredores de equipos en las categorías UCI ProTeam, Profesional Continental y Equipos Continentales. Las siguientes tablas son el baremo de puntuación y los ciclistas que obtuvieron puntos:
| Posición              | 1.º | 2.º | 3.º | 4.º | 5.º | 6.º | 7.º | 8.º | 9.º | 10.º | 11.º | 12.º | 13.º | 14.º | 15.º | 16.º | 17.º | 18.º | 19.º | 20.º |
| Clasificación general | 200 | 150 | 120 | 110 | 100 | 90  | 80  | 70  | 60  | 50   | 40   | 30   | 24   | 20   | 16   | 12   | 10   | 8    | 6    | 4    |
| Por etapa             | 20  | 10  | 6   | 4   | 2   |     |     |     |     |      |      |      |      |      |      |      |      |      |      |      |

| Clasificación | Clasificación      | Clasificación      | Clasificación | Clasificación | Clasificación | Clasificación |
| Posición      | Ciclista           | Equipo             | General       | Etapa         | Total         |               |
| ------------- | ------------------ | ------------------ | ------------- | ------------- | ------------- | ------------- |
| 1.º           | Chris Froome       | Sky                | 200           | 60            | 260           |               |
| 2.º           | Romain Bardet      | AG2R La Mondiale   | 150           | 26            | 176           |               |
| 3.º           | Nairo Quintana     | Movistar           | 120           | 2             | 122           |               |
| 4.º           | Adam Yates         | Orica-BikeExchange | 110           | -             | 110           |               |
| 5.º           | Richie Porte       | BMC Racing         | 100           | 4             | 104           |               |
| 6.º           | Peter Sagan        | Tinkoff            | -             | 102           | 102           |               |
| 7.º           | Alejandro Valverde | Movistar           | 90            | 12            | 102           |               |
| 8.º           | Joaquim Rodríguez  | Katusha            | 80            | 20            | 100           |               |
| 9.º           | Daniel Martin      | Etixx-Quick Step   | 60            | 16            | 76            |               |
| 10.º          | Louis Meintjes     | Lampre-Merida      | 70            | 4             | 74            |               |

Además, también otorgó puntos para el UCI World Ranking (clasificación global de todas las carreras internacionales).
| Posición              | 1.º  | 2.º | 3.º | 4.º | 5.º | 6.º | 7.º | 8.º | 9.º | 10.º |
| Clasificación general | 1000 | 800 | 675 | 575 | 475 | 400 | 325 | 275 | 225 | 175  |
| Por etapa             | 120  | 50  | 25  | 15  | 5   |     |     |     |     |      |
| Líder                 | 25   |     |     |     |     |     |     |     |     |      |

| Clasificación | Clasificación      | Clasificación      | Clasificación | Clasificación | Clasificación | Clasificación |
| Posición      | Ciclista           | Equipo             | General       | Etapa         | Líder         | Total         |
| ------------- | ------------------ | ------------------ | ------------- | ------------- | ------------- | ------------- |
| 1.º           | Chris Froome       | Sky                | 1000          | 340           | 325           | 1665          |
| 2.º           | Romain Bardet      | AG2R La Mondiale   | 800           | 140           | -             | 940           |
| 3.º           | Nairo Quintana     | Movistar           | 675           | 5             | -             | 680           |
| 4.º           | Peter Sagan        | Tinkoff            | -             | 550           | 75            | 625           |
| 5.º           | Adam Yates         | Orica-BikeExchange | 575           | -             | -             | 575           |
| 6.º           | Mark Cavendish     | Dimension Data     | -             | 480           | 25            | 505           |
| 7.º           | Richie Porte       | BMC Racing         | 475           | 15            | -             | 490           |
| 8.º           | Alejandro Valverde | Movistar           | 400           | 50            | -             | 450           |
| 9.º           | Joaquim Rodríguez  | Katusha            | 325           | 90            | -             | 415           |
| 10.º          | Daniel Martin      | Etixx-Quick Step   | 225           | 70            | -             | 295           |

## La Course by Le Tour de France
Entre las actividades relacionadas con la disputa del Tour destacó la tercera edición de la carrera femenina profesional de un día denominada oficialmente La Course by Le Tour de France (de categoría UCI WorldTour Femenino, creado ese año), que se disputará sobre el mismo circuito de la etapa final del Tour de Francia en los Campos Eliseos de París al que darán 13 vueltas totalizando 89 km. Para no coincidir con el Tour esta se realizará por la mañana.
La clasificación final fue la siguiente:
| \| Clasificación general \| Clasificación general \| Clasificación general \| Clasificación general \| Clasificación general \| \| Ciclista \| Ciclista \| Equipo \| Tiempo \| \| \| --------------------- \| ------------------------- \| ------------------------------- \| --------------------- \| --------------------- \| \| 1.ª \| Chloe Hosking \| Wiggle High5 \| 2 h 01 min 27 s \| \| \| 2.ª \| Lotta Lepistö \| Cervélo Bigla \| + 0 s \| \| \| 3.ª \| Marianne Vos \| Rabo Liv Women \| + 0 s \| \| \| 4.ª \| Joëlle Numainville \| Cervélo Bigla \| + 0 s \| \| \| 5.ª \| Roxane Fournier \| Poitou-Charentes.Futuroscope.86 \| + 0 s \| \| \| 6.ª \| Pascale Jeuland-Tranchant \| Poitou-Charentes.Futuroscope.86 \| + 0 s \| \| \| 7.ª \| Tiffany Cromwell \| Canyon-SRAM Racing \| + 0 s \| \| \| 8.ª \| Jo Kiesanowski \| Tibco-Silicon Valley Bank \| + 0 s \| \| \| 9.ª \| Lotte Kopecky \| Lotto Soudal Ladies \| + 0 s \| \| \| 10.ª \| Maria Giulia Confalonieri \| Lensworld-Zannata \| + 0 s \| \| |                           |                                 |                 |
| |                           |                                 |                 |
| |                           |                                 |                 |
| Clasificación general |                           |                                 |                 |
| Ciclista | Ciclista                  | Equipo                          | Tiempo          |
| 1.ª | Chloe Hosking             | Wiggle High5                    | 2 h 01 min 27 s |
| 2.ª | Lotta Lepistö             | Cervélo Bigla                   | + 0 s           |
| 3.ª | Marianne Vos              | Rabo Liv Women                  | + 0 s           |
| 4.ª | Joëlle Numainville        | Cervélo Bigla                   | + 0 s           |
| 5.ª | Roxane Fournier           | Poitou-Charentes.Futuroscope.86 | + 0 s           |
| 6.ª | Pascale Jeuland-Tranchant | Poitou-Charentes.Futuroscope.86 | + 0 s           |
| 7.ª | Tiffany Cromwell          | Canyon-SRAM Racing              | + 0 s           |
| 8.ª | Jo Kiesanowski            | Tibco-Silicon Valley Bank       | + 0 s           |
| 9.ª | Lotte Kopecky             | Lotto Soudal Ladies             | + 0 s           |
| 10.ª | Maria Giulia Confalonieri | Lensworld-Zannata               | + 0 s           |